# Flygsand

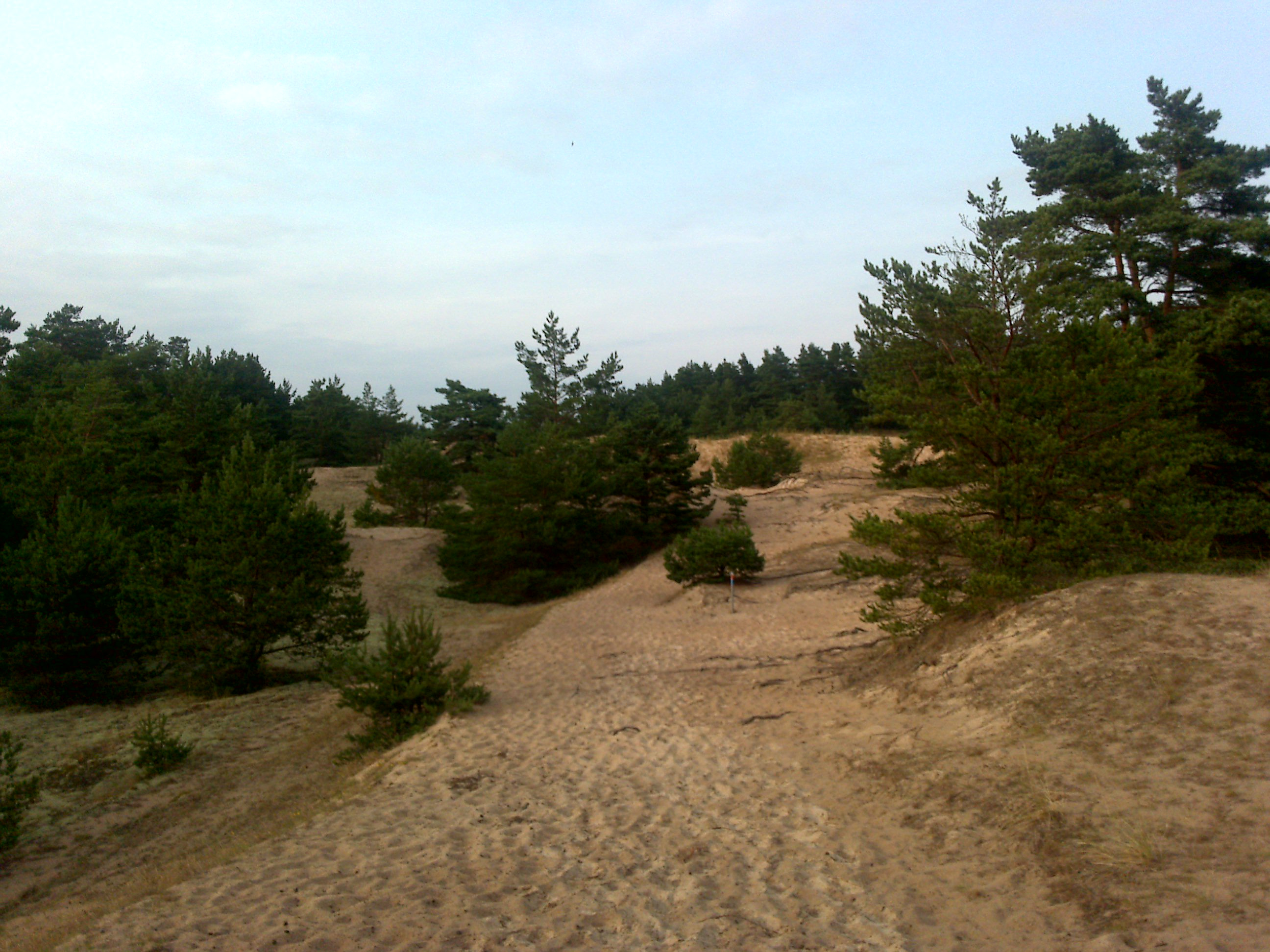
Ullahau på Fårö

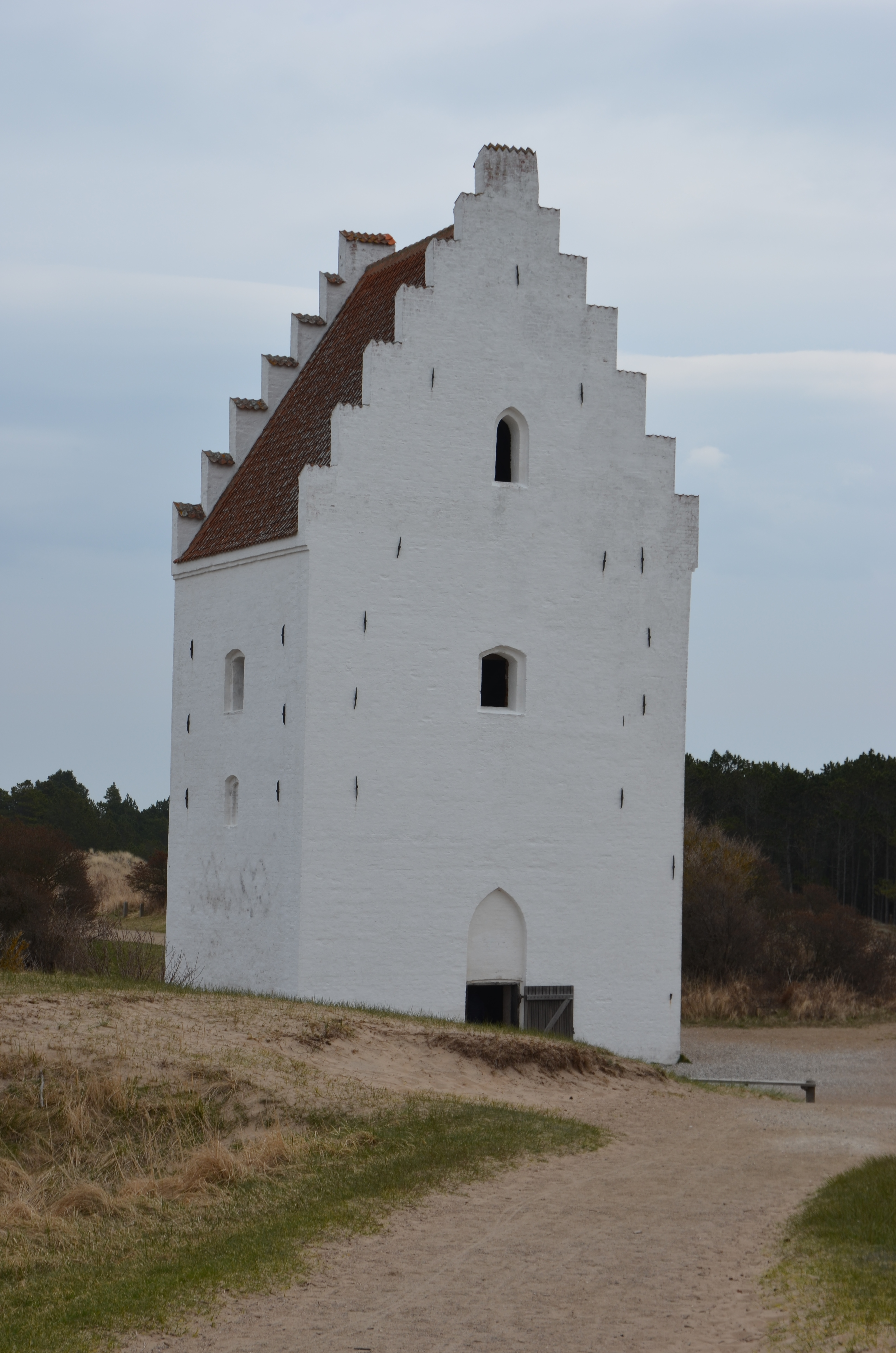
Sankt Laurentii kyrka, Skagen ("Den tilsandade kirke")

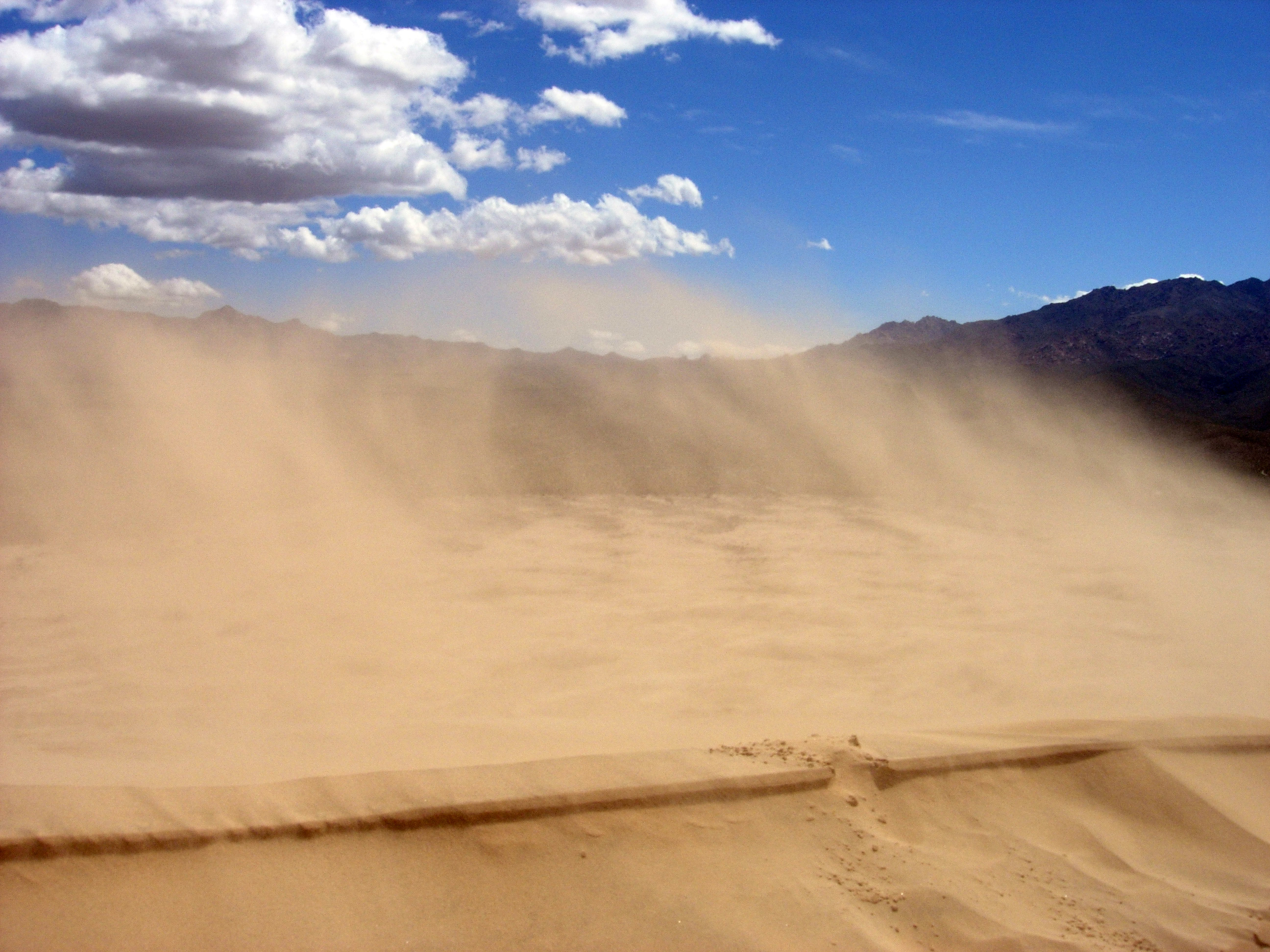
Flygsand över krönet på en sanddyn i Mojaveöknen

Flygsand är sand som förflyttats av vinden och ofta bildar sanddyner. Flygsand förekommer främst i ökenområden och i strandområden men förekommer också där vegetation inte förmår binda sanden. Exempelvis kan flygsand förekomma i sandiga jordartsområden under delar av året då vegetationen inte binder marken. Även överbetning och torka kan leda till att flygsandsdrift aktiveras. Sandkornen i flygsand är finkorniga, mindre än 1 mm, med en matt yta.
Flygsand kan förorsaka skador på odlad mark och byggnader varför man ofta försöker  bromsa utvecklingen av flygsandsfält genom att plantera växter som strandråg och harris samt träd som tall för att binda sanden.
SGU skriver att flygsandsfält har "hög sårbarhet och hög genomsläpplighet".

## Platser
Flygsand finns runtom i världen. Således består större delen av Mauretanien av öken med flygsand.
I Sverige finns flygsand bland annat i naturreservatet Flygsandsfältet vid Dammsjön, som är ett exempel på flygsandsbildningar från tiden närmast efter det att inlandsisen smälte undan för omkring 9 000 år sedan.